# اوژن گیار
 اوجن گیار (انگلیسی: Eugène Gaillard؛ ۱۸۶۲ – ۱۹۳۳) یک معمار، و مجسمه‌ساز اهل فرانسه بود.